# Паарма, Юкка
Архиепи́скоп Ю́кка Па́арма (фин. Jukka Paarma, род. 1 декабря 1942, Лаппеэнранта, Финляндия) — с 1998 по 2010 годы архиепископ Евангелическо-лютеранской церкви Финляндии; с 2010 года — на пенсии.

## Биография
Родился 1 декабря 1942 года в семье лютеранского священника кафедрального собора Оскара Паарма (1905—1994) и музыкального педагога — Кайсы Енгблум. Аттестат зрелости получил в 1961 году в школе Тампере. В 1967 году окончил Университет Хельсинки со степенью бакалавра теологии. В 1970 году защитил лиценциат, а в 1980 году получил степень доктора теологии. 1 июня 1967 года в Тампере он прошёл ординацию в сан лютеранского пастора.
Его дальнейшая карьера в Евангелическо-лютеранской церкви Финляндии выглядела следующим образом:
- 1967—1968 — помощник старшего пастора в регионе Лахти и Центральный Финляндии
- 1968—1971 — официальный помощник духовенства
- 1972—1977 — капеллан
- 1977—1982 — настоятель прихода в Валкеакоски
- 1982—1998 — настоятель собора в Турку.

1 Декабря 1998 года избран примасом Евангелическо-лютеранской церкви Финляндии с титулом Архиепископ Турку. 6 июня 2010 года ушёл в отставку.
Женат. Супруга доцент Пирьо Паарма. Имеют двух дочерей — Ханну и Лауру. Его хобби являются книги, история и спорт (спорт в очень юном возрасте был сильным увлечение в связи с чем архиепископ однажды заявил, что если бы не стал священником, то получил бы специальность связанную со спортом.

### Награды
- Suomen Leijonan suurristi 2002
- Suomen Valkoisen Ruusun I luokan ritarimerkki 1991
- Pyhän Karitsan Ritarikunnan I luokan komentajamerkki 2002
- Konstantinus Suuren Ritarikunnan komentajamerkki 1998
- Belgian Kruunuritarikunnan ritarimerkki 1996
- Pietarin kaupungin 300-vuotisjuhlamitali 2004
- Pyhän Erikin mitali (Ruotsin kirkko) 2006
- Teologian kunniatohtori, Joensuun yliopisto 2004

### Труды
- Hiippakuntahallinto Suomessa 1554—1604. Väitöskirja. Helsinki:Suomen kirkkohistoriallinen seura. 1980. ISBN 978-951-9-02135-5
- Arvot ja armo. Helsinki: Pyhän Henrikin säätiö, 2001. ISBN 978-951-6-25772-6.
- Paarma, Jukka & Sirkka, Seppo J. J.: Elämä on kuin ruoho. Helsinki: Kirjapaja, 2003. ISBN 978-951-6-25925-6.
- Ihmisen huuto. Helsinki: Kirjapaja, 2009. ISBN 978-951-6-07994-6.